# Ali Khan
Ali Khan fou kan de Sibèria fill i successor de Kutxum Khan vers 1598.
Ali Khan i altres germans van poder escapar després de la batalla del 20 d'agost de 1598 en què el seu pare fou derrotat decisivament. El que va assolir la direcció de la resistència fou Ali Khan, que va viure com a nòmada amb el suport dels tàtars siberians, atacant les regions dels rius Ixim, Irtix i Tobol, arribant fins al Jaik (riu Ural) a la rodalia d'Ufa.
El 1600 quatre fills de Kuchum Khan, Ali, Kanai, Asim i Kubei Murat, foren atacats sense gaire èxit per cosacs i tàtars fidels als russos de Tobolsk i Tiumén. Mentre Ali, que estava vivint al llac Chebar Kul (en rus Piestroye Osero), havia enviat la seva submissió a les autoritats russes. Poc després va enviar al seu germà petit Kubei Murat, per negociar el termes del tractat, i aquest fou enviat a Moscou; la resposta li va arribar a Ali a través del seu germà Ixim, refugiat a Rússia, a Ufa. Se li demanava anar a Tobolsk en persona o enviar un dels seus germans, Kanai o Asim, però el missatger no va poder trobar als prínceps a la zona del Tobol i va retornar a Tobolsk. Ishim, de pròpia iniciativa, va enviar uns delegats per demanar al seu germà d'anar a Ufa. Finalment va trobar a Kanai i Asim amb 650 homes, mentre Ali estava amb 300 homes a un dia de distància a la vall del Tobol; Ali havia ja adoptat el títol de kan que inicialment no hauria portat per estar viu el seu pare. Mentre la mare de Kanai, que era originària de Sabran, havia cridat al seu fill per anar i ocupar la ciutat; sembla que Ali i Kanai tenien una certa rivalitat. El 1603 Ali estava acampat a l'anomenat Llac de les Cinc Fustes i Kanai era al llac Narim; llavors uns 700 nogais que eren en aquesta zona sota el seu cap Urus, es van unir a Ali que es van afegir als seus 400 homes; amb aquest reforç va planejar un atac a Tiumén. Els russos van alliberar a les vídues de Kuchum Khan i al seu fill Kanchuvar, però això no va aplacar a Ali que de 1603 a 1606 no va parar d'atacar els russos. El 1605 Asim era al Tobol amb 500 homes, a uns 170 km de Tiumén.
El 1606 els calmucs van aparèixer per primer cop al districte de Tara, possiblement cridats per Ali o algun membre de la família; van actuar en aliança amb aquestos i van saquejar els diversos establiments russos; el governador de Tara, Matfei Mikhailovitch Godunof, els va atacar i encara que no va tenir gaire èxit, va aconseguir capturar a la mate d'Ali que va portar a Tiumén.
El juliol de 1607, Asim, Ishim i Kanduvar van envair el districte de Tiumén amb suport de grups calmucs i va sorprendre a un nombre de tàtars a Kinirskoi Gorodok a un afluent del Tura anomenat Kinirica, i es va emportar a les esposes i fill presoners. En aquest temps estava acampat al rierol de Lipkina, entre Kobucha i Kinirskoi Gorodok. Kanai, aliat a un grup de 300 nogais, també va fer una ràtzia cap a Tobolsk. En revenja els russos van enviar un contingent manat per Nazarei Mikhailof Sin Isyedinof, que durant l'absència dels prínceps en una expedició a Tara (1608), van destruir el seu campament al bosc de Shamsbi; l'esposa d'Ali i dos fills, i dues esposes i dues filles d'Asim, a més d'una germana dels prínceps, foren capturats i portats a Tiumén. Al seu retorn els tàtars van perseguir als russos i es va lliurar una batalla de dos dies prop del llac Kibirli. No se sap que va passar però es sospita que Ali Khan fou capturat i enviat a Rússia, ja que apareix aquí i deixa d'esmentar-se a Sibèria. Fou enviat a Rússia el desembre de 1608 i per evitar als partidaris del fals Dimitri no va anar per la via ordinària sinó per Vologda i Nóvgorod. A Moscou va quedar presoner. A Sibèria el seu germà Ishim Khan va agafar el seu lloc.
S'esmenta per primer cop en documents oficials el 1615 i per darrer el 1638. Vivia a Iaroslavl sota vigilància, com el seu germà Altan o Altau; no podia ni anar als pobles de la rodalia sense permís. Un fill seu de nom Kanduvar va participar en la batalla de Smolensko, en la que va desertar i va intentar arribar al Kanat de Crimea però fou capturat pels cosacs i enviat a Solvichigodsk, i després a Usthige, i finalment, a petició del pare, sota el tsar Aleix Mikhailovitx, va poder retornar a Moscou.
En 1641-1642 (no se sap amb exactitud), es va traslladar a Kassímov, on va morir.